# Odynerus marginellus
Odynerus marginellus är en stekelart. Odynerus marginellus ingår i släktet lergetingar, och familjen Eumenidae. Utöver nominatformen finns också underarten O. m. sabulosus.